# Stenohya tengchongensis
Espèce
Stenohya tengchongensis est une espèce de pseudoscorpions de la famille des Neobisiidae.

## Distribution
Cette espèce est endémique du Yunnan en Chine. Elle se rencontre dans le xian de Tengchong.

## Description
Les mâles mesurent de 2,85 à 3,30 mm et les femelles de 3,10 à 4,90 mm.

## Étymologie
Son nom d'espèce, composé de tengchong et du suffixe latin -ensis, « qui vit dans, qui habite », lui a été donné en référence au lieu de sa découverte, le xian de Tengchong.

## Publication originale
- Yang & Zhang, 2013 : Two new species of the genus Stenohya Beier from Yunnan, China (Pseudoscorpiones: Neobisiidae).. Acta Zoologica Academiae Scientiarum Hungaricae, vol. 59, no 2, p. 131-141.